# Busi (famiglia)

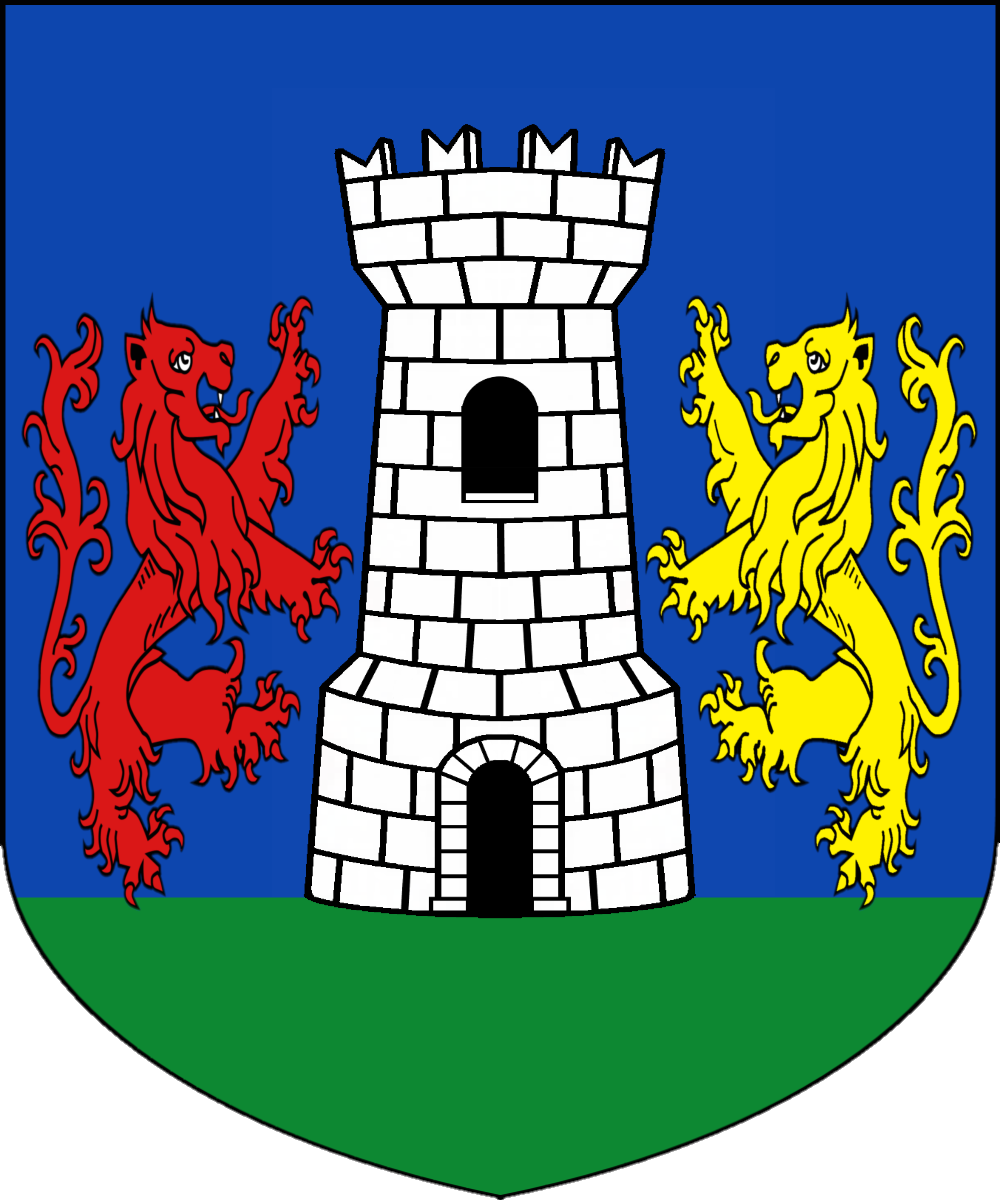
Stemma araldico della famiglia Busi (Val Brembilla).

I Busi sono un'antica e nobile casata bergamasca di origini longobarde ( longo-bardo significava lunga-barba nella loro lingua).

## Biografia
Discesi dall'Alemannia (l'attuale Germania ed Alemanni significava "ogni sorta di uomini"), dopo la conquista di Pavia e Milano da parte di re Alboino, tra il VII e l'VIII secolo personaggi della famiglia, furono mandati a nord di Milano, col titolo ducale (dux) della Valle San Martino, fondando Torre de' Busi, per il controllo della strada Rezia che collegando Bergamo a Como, passando per Lecco portava nel centro Europa, nella regione romana chiamata appunto Raetia.
Attorno all'anno Mille iniziarono le migrazioni dei nobili Busi per il controllo delle valli adiacenti a nord-ovest di Bergamo: 1050-1100 in valle Imagna, 1290 in val Brembana, 1330 in Valtorta, 1352 in Val Brembilla. In queste valli mantennero sempre posizioni di controllo, potere, prestigio e comando per conto dei governi che si succedettero nei secoli, divenendo ricchi possidenti appartenenti a quello che sarebbe divenuta la nobiltà del patriziato montano. Furono proprietari di possedimenti montani, pascoli, boschi, immobili, contrade, mulini, miniere e fucine.
Nel 1400 dovuto alla pestilenza ed alla grande carestia, iniziarono a migrare verso la Pianura Padana e nel corso dei decenni successivi furono a Casalmaggiore, Cremona, Brescia, Padova, Venezia, Genova, Bologna, Firenze portando con loro i titoli nobiliari per chi ne avesse mantenuto il diritto. Dai documenti storici risultano due principi, diversi duchi e diversi conti, alcuni di questi ultimi mantengono tuttora il titolo a Cavaglia di Val Brembilla, Travalle (FI), Pelago Trevignoli (FI) e Firenze. Diverse armi appartengono ai nobili Busi.
A seguito della carestia e pestilenza del 1800 iniziarono le migrazioni verso l'Europa (Francia, Svizzera, Belgio, Germania, Austria, Inghilterra) e più tardi oltreoceano (Stati Uniti, Canada, Brasile, Argentina, Sudafrica, India, Australia, Filippine) dove attualmente vivono i discendenti.

## Arma
Busi di Val Brembilla

## Fonti
- Archivio Storico di Stato di Bergamo
- Biblioteca civica Angelo Mai di Bergamo
- Biblioteca Storica di Milano
- Archivio di Stato di Venezia
- Archivio di Stato di Cremona
- Archivio di Stato di Mantova
- Parrocchia di Brembilla
- Parrocchia di Torre de' Busi
- Parrocchia di Fuipiano al Brembo